# Liste der Baudenkmäler in Frohnhausen (Essen)
Die Liste der Baudenkmäler in Frohnhausen (Essen) enthält die denkmalgeschützten Bauwerke auf dem Gebiet von Essen-Frohnhausen, Stadtbezirk III, in Nordrhein-Westfalen (Stand: Januar 2016). Diese Baudenkmäler sind in der Denkmalliste der Stadt Essen eingetragen; Grundlage für die Aufnahme ist das Denkmalschutzgesetz Nordrhein-Westfalen (DSchG NRW).

| Bild                                 | Bezeichnung                          | Lage                                                             | Beschreibung | Bauzeit                | Eingetragen seit   | Denkmal- nummer |
| ------------------------------------ | ------------------------------------ | ---------------------------------------------------------------- | --- | ---------------------- | ------------------ | --------------- |
| weitere Bilder                       | Bürohaus West                        | Am Westbahnhof 2 Martin-Luther-Straße 118–122 Karte              | ursprünglich Ledigenheim für Arbeiter der Friedrich Krupp AG | 1916                   | 9. August 1990     | 559             |
| weitere Bilder                       | Schule Bärendelle                    | Bärendelle 15-21 Karte                                           | Architekt Albert Erbe; eröffnet als Volksschule an der Bärendelle Essen-Ruhr; später Hauptschule (seit Sommer 2011 geschlossen); Gebäude wurde ab 2007 saniert; Verkauf am 18. September 2015 an die Stiftung Mein Wohnen, die 2012 bereits die umliegende Siedlung Bärendelle mit 200 Wohneinheiten erworben hatte; die Stiftung ließ im ehemaligen Schulgebäude 51 Wohnungen unter Berücksichtigung des Denkmalschutzes errichten, die 2021 fertiggestellt wurden. Im Erdgeschoss ist eine Fläche von rund 500 m² in der ehemaligen Turnhalle für soziokulturelle Nutzungen vorgesehen. | 1914                   | 13. Oktober 1994   | 830             |
| Wohnhaus                             | Wohnhaus                             | Bentheimer Straße 4 Karte                                        | | nach 1905              | 14. November 1991  | 705             |
| Wohnhaus                             | Wohnhaus                             | Bentheimer Straße 6 Karte                                        | | nach 1905              | 9. Dezember 1993   | 793             |
| Wohnhaus                             | Wohnhaus                             | Bentheimer Straße 8 Karte                                        | | nach 1905              | 14. November 1991  | 706             |
| weitere Bilder                       | Gänsereiterbrunnen                   | Berliner Straße (bei Hausnr. 57) Ecke An der Apostelkirche Karte | Jugendstilbrunnen hinter der Apostelkirche, in den Jahren 2008 bis 2010 grundlegend saniert | 1913                   | 13. September 1994 | 831             |
| Wohnhaus                             | Wohnhaus                             | Clausthaler Straße 26 Karte                                      | | nach 1905              | 14. November 1991  | 708             |
| Wohnhaus                             | Wohnhaus                             | Clausthaler Straße 28 Karte                                      | | 1905–1910              | 14. März 1991      | 656             |
| vier Wohnhäuser                      | vier Wohnhäuser                      | Dresdener Straße 52/54/56/58 Karte                               | | um 1910                | 14. November 1991  | 709             |
| Wohnhaus                             | Wohnhaus                             | Frohnhauser Platz 2 Karte                                        | | nach 1905              | 25. April 1996     | 869             |
| Wohnhaus                             | Wohnhaus                             | Frohnhauser Platz 3 Karte                                        | | nach 1905              | 25. April 1996     | 870             |
| Wohnhaus                             | Wohnhaus                             | Frohnhauser Platz 4 Karte                                        | | nach 1905              | 10. Oktober 1996   | 764             |
| Wohnhaus                             | Wohnhaus                             | Giesebrechtstraße 3 Karte                                        | | Anfang 20. Jahrhundert | 14. November 1991  | 710             |
| Fachwerkhaus Frohnhauser Bauernstube | Fachwerkhaus Frohnhauser Bauernstube | Hamburger Straße 114 Karte                                       | beherbergte bis 2010 das Restaurant Frohnhauser Bauernstube, danach Wohnhaus mit Kiosk, im Juli 2016 ausgebrannt; musste aufgrund der Schäden durch den Brand und des Löschwassers als Denkmal gelöscht werden, Abriss begann Ende Mai 2017 | 1839                   | 14. Februar 1985   | 34              |
| Wohnhaus                             | Wohnhaus                             | Kölner Straße 25 Karte                                           | | 1904                   | 10. Oktober 1996   | 877             |
| Wohnhaus                             | Wohnhaus                             | Kölner Straße 27 Karte                                           | | um 1905                | 12. November 1987  | 320             |
| weitere Bilder                       | Pfarrkirche St. Antonius             | Kölner Straße 33 Karte                                           | Architekt: Rudolf Schwarz Nachkriegsbau einer neugotischen Vorgängerkirche auf gleichem Grund | 1958–1959              | 12. Dezember 1985  | 96              |
| Wohnhaus mit Lokal                   | Wohnhaus mit Lokal                   | Lüneburger Straße 40 Ecke Mülheimer Straße Karte                 | beherbergte einst das Lokal Schwarzer Diamant, heute anderes Lokal | um 1910                | 14. November 1991  | 711             |
| weitere Bilder                       | Ehemalige Apostel-Notkirche          | Mülheimer Straße 70 An der Apostelkirche Karte                   | Nach Zerstörung der Apostelkirche im Zweiten Weltkrieg wurde am 30. Oktober 1949 angrenzend die von Otto Bartning entworfene Notkirche eingeweiht. | 1949                   | 18. August 2022    | 996             |
| Holstenkampskotten/Distelkampskotten | Holstenkampskotten/Distelkampskotten | Postreitweg 133 Karte                                            | Grundsanierung 2011/2012 | 1797                   | 14. Dezember 1985  | 35              |
| Fachwerkhaus (Grotenhof)             | Fachwerkhaus (Grotenhof)             | Raumerstraße 76 Karte                                            | 1959 teilweise ausgebrannt, 1996 restauriert | 1771                   | 12. Dezember 1987  | 326             |
| Wegkreuz Pottgießer Hofkreuz         | Wegkreuz Pottgießer Hofkreuz         | Raumerstraße gegenüber Nr. 56 Karte                              | Aus Sandstein gefertigtes Höfekreuz des ehemaligen Overathhofs. Nachdem das Höfekreuz seinen Standort vom Overrathhof (an der Curtiusstraße, heute hier Niebuhrstraße) 1931 zum Pottgießerhof wechselte, wurde es zeitweise im Zweiten Weltkrieg in einen Luftschutzbunker gebracht. Man stellte es später am Platz des ehemaligen Vereinshauses Eigene Scholle wieder auf, um es nach dessen Neubau 1960 am heutigen Standort vor der Nelli-Neumann-Schule an der Raumerstraße am westlichen Rand der Siedlung Pottgießerhof zu platzieren.                                              | 1790                   | 11. Mai 2023       | 997             |
| zwei Wohnhäuser                      | zwei Wohnhäuser                      | Wiesbadener Straße 12/14 Karte                                   | | um 1910                | 14. November 1991  | 712             |
| Wohnhaus                             | Wohnhaus                             | Wiesbadener Straße 18 Karte                                      | | um 1910                | 14. November 1991  | 713             |
| drei Wohnhäuser                      | drei Wohnhäuser                      | Wiesbadener Straße 21/23/25 Karte                                | | um 1910                | 25. April 1996     | 871             |
| Wohnhaus                             | Wohnhaus                             | Wiesbadener Straße 22 Karte                                      | | um 1910                | 14. November 1991  | 715             |
| Wohnhaus                             | Wohnhaus                             | Wiesbadener Straße 24 Karte                                      | | um 1910                | 9. August 1990     | 560             |
| Wohnhaus                             | Wohnhaus                             | Wiesbadener Straße 26 Karte                                      | | um 1910                | 14. November 1991  | 716             |
| Wohnhaus                             | Wohnhaus                             | Wiesbadener Straße 27 Karte                                      | | 1910                   | 14. November 1991  | 717             |
| Wohnhaus                             | Wohnhaus                             | Wiesbadener Straße 29 Karte                                      | | 1910                   | 13. Oktober 1994   | 832             |
| Wohnhaus                             | Wohnhaus                             | Wiesbadener Straße 31 Karte                                      | | um 1910                | 14. November 1991  | 719             |